# Woo Do-hwan
Woo Do-hwan (hangul: 우도환, hanja: 禹棹煥) es un actor y modelo surcoreano.

## Biografía
Estudió en la Universidad Dankook (en inglés "Dankook University") graduándose del departamento de artes escénicas en 2016.
Es buen amigo del actor Kim Min-jae y la actriz Moon Ga-young. También es amigo de los actores Jang Ki-yong, Kim Kyung-nam y Lee Min-ho.
El 6 de julio de 2020 inició su servicio militar obligatorio.

## Carrera
Es miembro de la agencia "KeyEast Entertainment" (KeyEast), agencia afiliada a SM Culture & Contents ("SM C&C").
En agosto del 2018 participó en una sesión fotográfica para "High Cut".
En abril del 2016 apareció en Dramaworld donde interpretó a Seung-Woo, el amigo de Seo-yeon (Bae Noo-ri) y dueño una tienda de flores que ayuda a la estudiante norteamericana Claire Duncan (Liv Hewson) y a Joon Park (Sean Dulake) a atrapar al villano enmascarado responsable de matar al padre de Joon.
En octubre del mismo año se unió al elenco recurrente de la serie Sweet Stranger and Me (también conocida como "The Man Living in Our House") donde interpretó a Kim Wan-Shik, el subordinado de Bae Byung-woo (Park Sang-myun) hasta diciembre del mismo año.
En agosto del 2017 se unió al elenco principal de la serie Save Me donde dio vida a Suk Dong-chul, hasta el final de la serie en septiembre del mismo año.
En octubre del mismo año se unió al elenco principal de la serie Mad Dog donde interpretó al elegante, inteligente y encantador Kim Min-Joon, un excriminal que cometía fraudes que se une al expolicía Choi Kang-woo (Yoo Ji-tae), el jefe del equipo especial llamado "Mad Dog" encargado de investigar fraudes de seguros, hasta el final de la serie el 30 de noviembre de 2017.
El 12 de marzo de 2018 se unió al elenco principal de la serie The Great Seducer (también conocida como "Great Temptation" y "Dangerous Liaisons") donde dio vida a Kwon Si-hyun, hasta el final de la serie el 1 de mayo del mismo año.
El 31 de julio del 2019 se unirá al elenco principal de la película The Divine Fury (previamente conocida como "Lion") donde dará vida a Ji Shin, un joven misteriosa con la capacidad de ver las debilidades de los demás y usarlas en su beneficio.
El 4 de octubre del mismo año se unió al elenco principal del drama My Country donde interpretó a Nam Seon-ho, un atractivo y hábil joven en artes marciales y literarias cuyo estatus de sirviente de su madre, no le permite ascender en la sociedad, y para escapar de la política de su hogar, decide convertirse en un oficial militar, hasta el final de la serie el 23 de noviembre del mismo año.
El 17 de abril del 2020 se unió al elenco principal de la serie The King: Eternal Monarch donde dio vida al encantador Jo Eun-seob, un ordinario trabajador de servicio público en la Corea moderna y a Jo Young, el atractivo pero serio capitán y guardaespaldas del emperador Lee Gon (Lee Min-ho), hasta el final de la serie el 12 de junio del mismo año. Su interpretación fue aclamada debido a la dualidad que demostró en la interpretación de sus personajes.
En junio del mismo año se anunció que estaba en pláticas para unirse al elenco principal de la serie Hero de aceptar podría dar vida a Oh Gyu-tae, un prometedor fiscal y atleta de boxeo que actualmente no tiene trabajo, después de que durante un juicio por un caso problemático de asalto de un chaebol, no pudo contener su ira y terminó tirando un libro de leyes sobre la cabeza del chaebol.
En noviembre de 2021 se confirmó que se había unido al elenco principal de la serie Sabuesos, donde interpretará a Gun Woo, un ex boxeador profesional que entra en el mundo de los usureros para saldar sus deudas.

## Filmografía

### Series de televisión
| Año  | Título                                       | Personaje              | Notas                  | Ref.                 |
| ---- | -------------------------------------------- | ---------------------- | ---------------------- | -------------------- |
| 2011 | You're Here, You're Here, You're Really Here | -                      | -                      |                      |
| 2012 | Shut Up Flower Boy Band                      | -                      | -                      |                      |
| 2016 | Dramaworld                                   | Seung-Woo              | 6 episodios            |                      |
| 2016 | Sweet Stranger and Me                        | Kim Wan-Shik           | -                      |                      |
| 2017 | Save Me                                      | Suk Dong-chul          | 16 episodios           |                      |
| 2017 | Mad Dog                                      | Kim Min-joon           | 16 episodios           |                      |
| 2018 | The Great Seducer                            | Kwon Si-hyun           | 32 episodios           |                      |
| 2019 | My Country                                   | Nam Seon-ho            | 16 episodios           |                      |
| 2020 | The King: Eternal Monarch                    | Jo Eun-seob / Jo Young | 16 episodios           |                      |
| 2023 | El abogado de Joseon: la ética               | Kang Han-soo           | 16 episodios           | [ 40 ] [ 41 ] [ 42 ] |
| 2023 | Sabuesos                                     | Kim Geon-woo           | Serie web, 8 episodios | [ 43 ]               |
| 2024 | El Sr. Plancton                              | Hae Jo                 | Serie web              | [ 44 ] [ 45 ]        |

### Películas
| Año  | Título                          | Personaje                    | Notas                                                                                    |
| ---- | ------------------------------- | ---------------------------- | ---------------------------------------------------------------------------------------- |
| 2016 | Operation Chromite              | Subordinado de Ri Kyung-Shik | junto a Lee Jung-jae, Lee Beom-soo, Liam Neeson, Jin Se-yeon, Jung Joon-ho y Park Jung-w |
| 2016 | Master                          | Sicario                      | junto a Lee Byung-hun, Kang Dong-won, Kim Woo-bin, Uhm Ji-won, Oh Dal-su y Jin Kyung     |
| 2019 | The Divine Fury                 | Ji Shin                      | junto a Park Seo-joon, Ahn Sung-ki y Choi Woo-shik                                       |
| 2019 | The Divine Move 2: The Wrathful | "Loner"                      | junto a Kwon Sang-woo, Kim Hee-won, Kim Sung-kyun, Heo Sung-tae y Lee Hong-nae           |

### Presentador
| Año  | Evento                  | Notas                    |
| ---- | ----------------------- | ------------------------ |
| 2022 | 36th Golden Disc Awards | presentador de categoría |

### Revistas / sesiones fotográficas
| Año  | Título                | Notas                               |
| ---- | --------------------- | ----------------------------------- |
| 2019 | Harper's Bazaar Korea | junto a Park Seo-joon y Ahn Sung-ki |
| 2020 | ELLE Magazine         | [ 48 ]                              |
| 2022 | Vogue Korea           | [ 49 ]                              |
| 2022 | Arena Homme Plus      | [ 50 ]                              |

### Anuncios
| Año  | Título        | Notas             |
| ---- | ------------- | ----------------- |
| 2017 | KAKAO BANK CF | -                 |
| 2018 | Sprite CF     | junto a Blackpink |

## Premios y nominaciones
| Año  | Premio                           | Categoría                                                       | Trabajo                         | Resultado | Ref.          |
| ---- | -------------------------------- | --------------------------------------------------------------- | ------------------------------- | --------- | ------------- |
| 2017 | 53rd Baeksang Arts Awards        | Mejor actor revelación (cine)                                   | Master                          | Nominado  |               |
| 2017 | 31st KBS Drama Awards            | Mejor actor revelación                                          | Mad Dog                         | Ganador   | [ 52 ] [ 53 ] |
| 2017 | 31st KBS Drama Awards            | Mejor pareja (junto a Ryu Hwa-young)                            | Mad Dog                         | Nominados |               |
| 2017 | 31st KBS Drama Awards            | Premio Netizen                                                  | Mad Dog                         | Nominado  |               |
| 2018 | 54th Baeksang Arts Awards        | Mejor actor revelación (televisión)                             | Save Me                         | Nominado  | [ 54 ]        |
| 2018 | MBC Drama Awards                 | Premio a la excelencia, actor en serie de lunes y martes        | The Great Seducer               | Ganador   |               |
| 2018 | 2nd The Seoul Awards             | Mejor actor revelación (televisión)                             | Mad Dog                         | Nominado  | [ 55 ] [ 56 ] |
| 2018 | 6th APAN Star Awards             | Mejor actor revelación                                          | Mad Dog                         | Nominado  |               |
| 2020 | 25th Chunsa Film Art Awards      | Mejor actor revelación                                          | The Divine Fury                 | Nominado  |               |
| 2020 | 28th SBS Drama Awards            | Premio a la excelencia, actor en miniserie fantástica/romántica | The King: Eternal Monarch       | Nominado  |               |
| 2020 | 7th APAN Star Awards             | Mejor actor de reparto                                          | The King: Eternal Monarch       | Nominado  |               |
| 2021 | 41st Blue Dragon Film Awards     | Mejor actor revelación                                          | The Divine Move 2: The Wrathful | Nominado  | [ 57 ]        |
| 2021 | 40th Golden Cinema Film Festival | Mejor actor revelación                                          | The Divine Fury                 | Ganador   | [ 58 ]        |